# Temporada 1982-83 de la NBA
La temporada 1982-83 de la NBA fue la trigésimoséptima en la historia de la liga. La temporada finalizó con Philadelphia 76ers como campeones tras ganar a Los Angeles Lakers por 4-0.

## Aspectos destacados
- El All-Star Game de la NBA de 1983 se disputó en el The Forum de Inglewood, California, con victoria del Este sobre el Oeste por 132-123. Julius Erving, de Philadelphia 76ers, ganó el premio al MVP del partido. En este encuentro, la leyenda del R&B Marvin Gaye interpretó su famosa interpretación del The Star-Spangled Banner.
- Fue la última temporada de Larry O'Brien como comisionado de NBA. La NBA renombraría el trofeo del campeonato en su honor.
- USA Network extendió su contrato con la NBA por otros dos años, y la ESPN compartió los derechos de retransmisión con ellos.
- Los 76ers lograron un balance de 12-1 en los playoffs, estableciendo un récord de mejor porcentaje de victorias en postemporada (superado en 2001 por Los Angeles Lakers)

## Clasificaciones

### Conferencia Este
| Equipo               | V  | D  | %V   | P  |
| -------------------- | -- | -- | ---- | -- |
| Philadelphia 76ers C | 65 | 17 | .793 | -  |
| Boston Celtics       | 56 | 26 | .683 | 9  |
| New Jersey Nets      | 49 | 33 | .598 | 16 |
| New York Knicks      | 44 | 38 | .537 | 21 |
| Washington Bullets   | 42 | 40 | .512 | 23 |

| Equipo              | V  | D  | %V   | P  |
| ------------------- | -- | -- | ---- | -- |
| Milwaukee Bucks     | 51 | 31 | .622 | -  |
| Atlanta Hawks       | 43 | 39 | .524 | 8  |
| Detroit Pistons     | 37 | 45 | .451 | 14 |
| Chicago Bulls       | 28 | 54 | .341 | 23 |
| Cleveland Cavaliers | 23 | 59 | .280 | 28 |
| Indiana Pacers      | 20 | 62 | .244 | 31 |

### Conferencia Oeste
| Equipo            | V  | D  | %V   | P  |
| ----------------- | -- | -- | ---- | -- |
| San Antonio Spurs | 53 | 29 | .646 | -  |
| Denver Nuggets    | 45 | 37 | .549 | 8  |
| Kansas City Kings | 45 | 37 | .549 | 8  |
| Dallas Mavericks  | 38 | 44 | .463 | 15 |
| Utah Jazz         | 30 | 52 | .366 | 23 |
| Houston Rockets   | 14 | 68 | .171 | 39 |

| Equipo                 | V  | D  | %V   | P  |
| ---------------------- | -- | -- | ---- | -- |
| Los Angeles Lakers     | 58 | 24 | .707 | -  |
| Phoenix Suns           | 53 | 29 | .646 | 5  |
| Seattle SuperSonics    | 48 | 34 | .585 | 10 |
| Portland Trail Blazers | 46 | 36 | .561 | 12 |
| Golden State Warriors  | 30 | 52 | .366 | 28 |
| San Diego Clippers     | 25 | 57 | .305 | 33 |

* V: Victorias
* D: Derrotas
* %V: Porcentaje de victorias
* P: Partidos de diferencia respecto a la primera posición
* C: Campeón

## Playoffs
|  | Primera ronda     | Primera ronda | Primera ronda |   |  | Semifinales de Conferencia | Semifinales de Conferencia | Semifinales de Conferencia |  |  | Finales de Conferencia | Finales de Conferencia | Finales de Conferencia |  |  | Finales NBA | Finales NBA   | Finales NBA |
|  |                   |               |               |   |  |                            |                            |                            |  |  |                        |                        |                        |  |  |             |               |             |
|  | E4                | New Jersey    | 0             |   |  | E1                         | Philadelphia*              | 4                          |  |  |                        |                        |                        |  |  |             |               |             |
|  | E4                | New Jersey    | 0             |   |  | E1                         | Philadelphia*              | 4                          |  |  |                        |                        |                        |  |  |             |               |             |
|  | E5                | New York      | 2             |   |  | E5                         | New York                   | 0                          |  |  |                        |                        |                        |  |  |             |               |             |
|  | E5                | New York      | 2             |   |  | E5                         | New York                   | 0                          |  |  |                        |                        |                        |  |  |             |               |             |
|  |                   |               |               |   |  |                            |                            |                            |  |  | E1                     | Philadelphia*          | 4                      |  |  |             |               |             |
|  | Conferencia Este  |               |               |   |  |                            |                            |                            |  |  | E1                     | Philadelphia*          | 4                      |  |  |             |               |             |
|  |                   | E2            | Milwaukee*    | 1 |  |                            |                            |                            |  |  |                        |                        |                        |  |  |             |               |             |
|  |                   |               |               |   |  |                            |                            |                            |  |  |                        |                        |                        |  |  |             |               |             |
|  | E3                | Boston        | 2             |   |  | E3                         | Boston                     | 0                          |  |  |                        |                        |                        |  |  |             |               |             |
|  | E3                | Boston        | 2             |   |  | E3                         | Boston                     | 0                          |  |  |                        |                        |                        |  |  |             |               |             |
|  | E6                | Atlanta       | 1             |   |  | E2                         | Milwaukee*                 | 4                          |  |  |                        |                        |                        |  |  |             |               |             |
|  | E6                | Atlanta       | 1             |   |  | E2                         | Milwaukee*                 | 4                          |  |  |                        |                        |                        |  |  |             |               |             |
|  |                   |               |               |   |  |                            |                            |                            |  |  |                        |                        |                        |  |  | E1          | Philadelphia* | 4           |
|  |                   |               |               |   |  |                            |                            |                            |  |  |                        |                        |                        |  |  | E1          | Philadelphia* | 4           |
|  |                   | W1            | Los Angeles*  | 0 |  |                            |                            |                            |  |  |                        |                        |                        |  |  |             |               |             |
|  |                   |               |               |   |  |                            |                            |                            |  |  |                        |                        |                        |  |  |             |               |             |
|  | W4                | Seattle       | 0             |   |  | W1                         | Los Angeles*               | 4                          |  |  |                        |                        |                        |  |  |             |               |             |
|  | W4                | Seattle       | 0             |   |  | W1                         | Los Angeles*               | 4                          |  |  |                        |                        |                        |  |  |             |               |             |
|  | W5                | Portland      | 2             |   |  | W5                         | Portland                   | 1                          |  |  |                        |                        |                        |  |  |             |               |             |
|  | W5                | Portland      | 2             |   |  | W5                         | Portland                   | 1                          |  |  |                        |                        |                        |  |  |             |               |             |
|  |                   |               |               |   |  |                            |                            |                            |  |  | W1                     | Los Angeles*           | 4                      |  |  |             |               |             |
|  | Conferencia Oeste |               |               |   |  |                            |                            |                            |  |  | W1                     | Los Angeles*           | 4                      |  |  |             |               |             |
|  |                   | W2            | San Antonio*  | 2 |  |                            |                            |                            |  |  |                        |                        |                        |  |  |             |               |             |
|  |                   |               |               |   |  |                            |                            |                            |  |  |                        |                        |                        |  |  |             |               |             |
|  | W3                | Phoenix       | 1             |   |  | W6                         | Denver                     | 1                          |  |  |                        |                        |                        |  |  |             |               |             |
|  | W3                | Phoenix       | 1             |   |  | W6                         | Denver                     | 1                          |  |  |                        |                        |                        |  |  |             |               |             |
|  | W6                | Denver        | 2             |   |  | W2                         | San Antonio*               | 4                          |  |  |                        |                        |                        |  |  |             |               |             |
|  | W6                | Denver        | 2             |   |  | W2                         | San Antonio*               | 4                          |  |  |                        |                        |                        |  |  |             |               |             |

## Estadísticas
| Categoría                    | Jugador                | Equipo                | Estadísticas |
| ---------------------------- | ---------------------- | --------------------- | ------------ |
| Puntos por partido           | Alex English           | Denver Nuggets        | 28.4         |
| Rebotes por partido          | Moses Malone           | Philadelphia 76ers    | 15.3         |
| Asistencias por partido      | Magic Johnson          | Los Angeles Lakers    | 10.5         |
| Robos por partido            | Micheal Ray Richardson | Golden State Warriors | 2.84         |
| Tapones por partido          | Tree Rollins           | Atlanta Hawks         | 4.3          |
| Porcentaje de tiros de campo | Artis Gilmore          | San Antonio Spurs     | 62.6         |
| Porcentaje de tiros libres   | Calvin Murphy          | Houston Rockets       | 92.0         |
| Porcentaje de tiros de tres  | Mike Dunleavy, Sr.     | San Antonio Spurs     | 34.5         |

## Premios
- MVP de la Temporada
  -  Moses Malone (Philadelphia 76ers)
- Rookie del Año
  -  Terry Cummings (San Diego Clippers)
- Mejor Defensor
  -  Sidney Moncrief (Milwaukee Bucks)
- Mejor Sexto Hombre
  -  Bobby Jones (Philadelphia 76ers)
- Entrenador del Año
  -  Don Nelson (Milwaukee Bucks)

| - Mejor Quinteto de la Temporada - Larry Bird, Boston Celtics - Sidney Moncrief, Milwaukee Bucks - Julius Erving, Philadelphia 76ers - Moses Malone, Philadelphia 76ers - Magic Johnson, Los Angeles Lakers | - 2.º Mejor Quinteto de la Temporada - Alex English, Denver Nuggets - Buck Williams, New Jersey Nets - Kareem Abdul-Jabbar, Los Angeles Lakers - George Gervin, San Antonio Spurs - Isiah Thomas, Detroit Pistons |

| - Mejor Quinteto Defensivo - Bobby Jones, Philadelphia 76ers - Moses Malone, Philadelphia 76ers - Dan Roundfield, Atlanta Hawks - Sidney Moncrief, Milwaukee Bucks - Dennis Johnson, Phoenix Suns (empate) - Maurice Cheeks, Philadelphia 76ers (empate) | - 2.º Mejor Quinteto Defensivo - Larry Bird, Boston Celtics - Kevin McHale, Boston Celtics - Wayne Rollins, Atlanta Hawks - Michael Cooper, Los Angeles Lakers - T. R. Dunn, Denver Nuggets |

- Mejor Quinteto de Rookies
  - James Worthy, Los Angeles Lakers
  - Quintin Dailey, Chicago Bulls
  - Terry Cummings, San Diego Clippers
  - Clark Kellogg, Indiana Pacers
  - Dominique Wilkins, Atlanta Hawks

| Semana            | Jugador                                         |
| ----------------- | ----------------------------------------------- |
| Oct. 29 – Nov. 7  | Reggie Theus (Chicago Bulls) (1/1)              |
| Nov. 8 – Nov. 14  | Kelly Tripucka (Detroit Pistons) (1/1)          |
| Nov. 15 – Nov. 21 | Alex English (Denver Nuggets) (1/2)             |
| Nov. 22 – Nov. 28 | Larry Bird (Boston Celtics) (1/3)               |
| Nov. 29 – Dic. 5  | Buck Williams (New Jersey Nets) (1/1)           |
| Dic. 6 – Dic. 12  | Larry Bird (Boston Celtics) (2/3)               |
| Dic. 13 – Dic. 19 | Isiah Thomas (Detroit Pistons) (1/1)            |
| Dic. 20 – Dic. 26 | Maurice Lucas (Phoenix Suns) (1/1)              |
| Dic. 27 – Ene. 2  | Kiki Vandeweghe (Denver Nuggets) (1/1)          |
| Ene. 3 – Ene. 9   | Mickey Johnson (New Jersey Nets) (1/1)          |
| Ene. 10 – Ene. 16 | Alex English (Denver Nuggets) (2/2)             |
| Ene. 17 – Ene. 23 | Joe Barry Carroll (Golden State Warriors) (1/1) |
| Ene. 24 – Ene. 30 | Artis Gilmore (San Antonio Spurs) (1/1)         |
| Ene. 31 – Feb. 6  | Moses Malone (Philadelphia 76ers) (1/1)         |
| Feb. 7 – Feb. 21  | Larry Nance (Phoenix Suns) (1/1)                |
| Feb. 22 – Feb. 27 | Walter Davis (Phoenix Suns) (1/1)               |
| Feb. 28 – Mar. 6  | John Drew (Utah Jazz) (1/1)                     |
| Mar. 7 – Mar. 13  | Magic Johnson (Los Angeles Lakers) (1/2)        |
| Mar. 14 – Mar. 20 | Andrew Toney (Philadelphia 76ers) (1/1)         |
| Mar. 21 – Mar. 27 | Jeff Ruland (Washington Bullets) (1/1)          |
| Mar. 28 – Abr. 3  | Larry Bird (Boston Celtics) (3/3)               |
| Abr. 4 – Abr. 10  | Magic Johnson (Los Angeles Lakers) (2/2)        |
| Abr. 11 – Abr. 17 | Mike Glenn (Atlanta Hawks) (1/1)                |

| Mes               | Jugador                                                                     |
| ----------------- | --------------------------------------------------------------------------- |
| Octubre/Noviembre | Larry Bird (Boston Celtics) (1/1)                                           |
| Diciembre         | Larry Drew (Kansas City Kings)(1/1) Moses Malone (Philadelphia 76ers) (1/2) |
| Enero             | Alex English (Denver Nuggets) (1/1)                                         |
| Febrero           | Moses Malone (Philadelphia 76ers) (2/2)                                     |
| Marzo             | Jeff Ruland (Washington Bullets) (1/1)                                      |

| Mes               | Jugador                                   |
| ----------------- | ----------------------------------------- |
| Octubre/Noviembre | Terry Cummings (San Diego Clippers) (1/4) |
| Diciembre         | Clark Kellogg (Indiana Pacers) (1/1)      |
| Enero             | Terry Cummings (San Diego Clippers) (2/4) |
| Febrero           | Terry Cummings (San Diego Clippers) (3/4) |
| Marzo             | Terry Cummings (San Diego Clippers) (4/4) |

| Mes               | Entrenador                                  |
| ----------------- | ------------------------------------------- |
| Octubre/Noviembre | Scotty Robertson (Detroit Pistons) (1/1)    |
| Diciembre         | Billy Cunningham (Philadelphia 76ers) (1/1) |
| Enero             | Pat Riley (Los Angeles Lakers) (1/1)        |
| Febrero           | Hubie Brown (New York Knicks) (1/1)         |
| Marzo             | Stan Albeck (San Antonio Spurs) (1/1)       |